# Station Salon-de-Provence
Station Salon-de-Provence is een spoorwegstation in de Franse gemeente Salon-de-Provence.